# Бойчук, Иван Васильевич
Иван Васильевич Бойчук (укр. Іван Васильович Бойчук; 21 октября 1951 года, Сковятин, Тернопольская область — 11 апреля 2019 года, Смыковцы, Тернопольская область) — украинский государственный деятель, депутат Верховной рады Украины I созыва (1990—1994).

## Биография
Родился 21 октября 1951 года в селе Сковятин Борщёвского района Тернопольской области.
С 1969 г. работал на тернопольском заводе «Электроарматура», с 1970 по 1972 год проходил службу в рядах Советской армии, после увольнения в запас вернулся на тот же завод. С 1973 по 1990 год работал в ПО «Тернопольгаз».
В 1989 году окончил факультет живописи и графики Государственного заочного народного университета искусств.
С 1989 года один из организаторов Народного руха Украины, член совета Тернопольской областной организации НРУ, с 1990 года — заместитель главы Тернопольской областной организации НРУ, глава тернопольского «Рухинформцентра».
В 1990 году избран депутатом Тернопольского областного совета, в 1991 году на президентских выборах был доверенным лицом Вячеслава Черновола. С марта 1992 по март 1999 года член Центрального провода НРУ, с ноября 1993 года — сопредседатель Тернопольской областной организации НРУ. С 26 ноября 1996 по апрель 1998 года председатель Тернопольского областного совета.
На парламентских выборах 1998 года избран народным депутатом Верховной рады Украины III созыва по партийному списку Народного руха Украины (№ 25 в списке), набрал 55,39 % голосов среди 8 кандидатов. В парламенте был членом фракции НРУ с мая 1998 года по январь 2000 года, затем до сентября 2000 года внефракционный, с сентября 2000 года входил во фракцию СДПУ(о), член Комитета по делам пенсионеров, ветеранов и инвалидов.
Умер 11 апреля 2019 года в селе Смыковцы Тернопольского района Тернопольской области.
Семья: жена, 2 дочери.